# 박근록
박근록(1983년 12월 23일 ~ )은 대한민국의 배우이다.

## 생애
2007년 제23기 의무소방원으로 남양주소방서에서 군복무를 마치고 중앙대학교 연극학과를 졸업하였다. 2010년 독립 영화 레인보우로 데뷔하여 촌철살인, 소셜포비아, 거인, 뷰티 인사이드 등에 출연하였다.

## 학력
- 중앙대학교 연극학과 졸업

## 출연작

### 영화

#### 독립 영화
- 2010년 《레인보우》
- 2011년 《촌철살인》
- 2012년 《Keep quiet》
- 2012년 《밤벌레》
- 2012년 《촬영자의 기본수칙》
- 2013년 《남자들》
- 2014년 《그날 밤》
- 2014년 《원 나잇 온리》
- 2015년 《출사》
- 2015년 《소셜포비아》
- 2016년 《연애담》 - 영호 역
- 2017년 《용순》
- 2019년 《보희와 녹양》 - 담임 역 (특별출연)
- 2019년 《호흡》 - 산부인과 의사 역 (특별출연)

#### 상업 영화
- 2011년 《챔프》
- 2011년 《세상에서 가장 아름다운 이별》
- 2013년 《코알라》
- 2014년 《거인》
- 2015년 《뷰티 인사이드》 - 김우진 역
- 2017년 《원라인》
- 2017년 《7호실》
- 2017년 《옥자》
- 2019년 《기생충》 - 윤 기사 역
- 2019년 《가장 보통의 연애》 - 강 기사 역

### 드라마
- 2012년 SBS 《내 인생의 단비》- 미스터 김 역
- 2018년 KBS2 《우리가 만난 기적》 - 박종원 과장 역
- 2019년 tvN 《60일, 지정생존자》 - 박수교 역
- 2021년 OCN 《다크홀》 - 최승태 역
- 2021년 MBC 《미치지 않고서야》 - 한승진 역
- 2021년 KBS2 《학교 2021》 - 신철민 역
- 2023년 Netflix 《마스크걸》 - 핸섬스님 역
- 2024년 SBS 《커넥션》 - 정상의 / 닥터 역

### 연극
- 2010년 ~ 2011년 극단 해인 책,갈피

### 광고
- 2010년 흙표흙침대
- 2011년 포스코건설
- 2012년 SK텔레콤
- 2013년 티켓몬스터
- 2014년 외환카드
- 2016년 리니지
- 2018년 kt무제한요금제